# Martial Taugourdeau
Pour les articles homonymes, voir Taugourdeau.
Martial Taugourdeau, né le 14 décembre 1926 à Beaufort-en-Vallée (Maine-et-Loire) et mort le 14 octobre 2001 à Tremblay-les-Villages (Eure-et-Loir), est un médecin et homme politique français. Médecin de profession, membre du RPR au Sénat, il en a été l'un des principaux leaders d'Eure-et-Loir. Il est le père de huit enfants, parmi lesquels Jean-Charles Taugourdeau, ancien député, maire de Beaufort-en-Vallée.

## Formation et carrière professionnelle
- Études secondaires au lycée d'Angers
- Études de médecine à Paris
- 1952-1985 : médecin généraliste au Tremblay-le-Vicomte

## Mandats électifs et responsabilités politiques
- 1978-1981 ; 1986-1989 : député de la 2e circonscription d'Eure-et-Loir
- 1989-2001 : sénateur d'Eure-et-Loir
- 1986-2001 : président du Conseil général d'Eure-et-Loir
- 1979-2001 : conseiller général d'Eure-et-Loir (canton de Châteauneuf-en-Thymerais)
- 1971-2001 : maire du Tremblay-le-Vicomte devenu en 1972 Tremblay-les-Villages à la suite d'une fusion avec d'autres communes limitrophes.
- 1968 : adhésion à l'UDR (parti gaulliste)
- 1959-1971 : conseiller municipal du Tremblay-le-Vicomte.

## Mort
Martial Taugourdeau meurt le 14 octobre 2001, au volant d'une voiture qu'il conduisait, en arrivant sur la RN 154.

## Hommages
Il a donné son nom à l'un des collèges de Dreux.